# 新洪城大市场站
新洪城大市场站位于中华人民共和国江西省南昌市南昌县东祥路与东江路交叉口地下，是南昌地铁4号线的地铁车站，本站于2021年12月26日和4号线一同启用。

## 车站结构
车站为地下二层岛式车站:54。

### 楼层
| 1层  | 地面               | 出入口                     |  |  |
| -1层 | 站厅               | 自动售票机、客服中心       |  |  |
| -2层 |                    | █ 4号线 往白马山（东新）   |  |  |
|      | 岛式站台，左侧开门 |                            |  |  |
|      |                    | █ 4号线 往鱼尾洲（丁家洲） |  |  |

### 设计
本站是4号线的特色站之一，车站提取临近的新洪城大市场广场造型为设计元素，打造了一个创意、活跃的地铁商业空间氛围，展现都市精致、新潮的生活气息，彰显南昌商圈产业发展的生机与活力。

### 出入口
新洪城大市场站目前开放3个出入口，截止2025年6月，2号口仍在建设中并即将完工。
| 编号                   | 指示                   | 图片 | 建议前往的目的地               |
| ---------------------- | ---------------------- | ---- | ------------------------------ |
| 出口 · 1L · 升降机标志 | 东祥路东侧，东江路北侧 |      | 江西省财政厅                   |
| 出口 · 3L              | 东祥路西侧，东江路南侧 |      | 洪城大市场、八月湖路、朝阳明珠 |
| 出口 · 4L              | 东祥路东侧，东江路南侧 |      | 八月湖路、银亿·上尚城          |
| 註： 設有              |                        |      |                                |

## 历史
- 2016年6月8日，江西省环境保护厅发布了《南昌市轨道交通4号线一期工程拟受理情况的公示》[5]，并公布了《南昌市轨道交通4号线一期工程环境影响报告书（全文公示稿）》，由此得知本站工程名为八月湖站[2]。
- 2017年2月8日，南昌轨道交通集团有限公司公布了《2、3号线站点更名及4号线命名方案获批》，由此得知本站正式站名为八月湖路站（最后改为现名）[6]。